# Raindrops Keep Fallin’ on My Head
Raindrops Keep Fallin’ on My Head ist ein Popsong, der von Hal David und Burt Bacharach 1969 für den Film Zwei Banditen geschrieben wurde. Das Lied wurde von B. J. Thomas gesungen und gewann den Oscar in der Kategorie Bester Song. David und Bacharach erhielten auch den Oscar in der Kategorie Beste Filmmusik.

## Entstehungsgeschichte
Bacharach und David begannen im Sommer 1969 mit der Konzeption des Liedes auf Grundlage des Drehbuchs für den Kinofilm Zwei Banditen. Regisseur George Roy Hill benötigte einen Aufmerksamkeit erregenden Song, der zu der Szene einer romantischen Fahrradtour passte. Burt schrieb normalerweise die Musik, doch er schlug auch den Titel vor. Hill akzeptierte den Vorschlag, nun musste ein passender Interpret gefunden werden. Das fertige Lied sollte eigentlich von Bob Dylan übernommen werden. Als dieser ablehnte, fiel die Auswahl auf Ray Stevens, doch auch dieser sagte ab.
Die Wahl fiel nun auf B. J. Thomas, der am Tag vor der Aufnahme unter einer Kehlkopfentzündung litt. Die Aufnahme für den Kinofilm entstand im August 1969 in sieben Takes, die ein Ukulele-Intro und Trompeten-Soli von Chuck Findlay enthielten, in den Bell Sound Recording Studios. Die Single-Version entstand zwei Wochen nach der Bell-Aufnahme im September 1969 in den A&R-Studios von New York City unter Aufsicht von Phil Ramone. Hierfür wurden Ukulele-Intro, Trompeten-Soli und Bacharachs Piano-Arrangement übernommen.

## Veröffentlichung und Erfolg
Die Veröffentlichung der Single Raindrops Keep Fallin’ on My Head / Never Had It So Good (Scepter Records SCE-12265) erfolgte am 14. Oktober 1969 fast synchron mit der Kinopremiere am 24. Oktober 1969. Mit zwei Millionen verkauften Exemplaren bis März 1970 war es der erste Millionenseller für Burt Bacharach und Hal David. Das Lied erhielt zunächst einen BMI-Award, bevor er am 7. April 1970 bei der Oscarverleihung 1970 als „Bester Song“ ausgezeichnet wurde.
Die Single erreichte den Status eines Nummer-eins-Hits in den Vereinigten Staaten, Kanada und Norwegen und hielt den ersten Platz für vier Wochen in den Billboard Hot 100 und sieben Wochen in den Billboard Adult Contemporary Charts. Im Dezember 1969 erhielt die Single eine Goldene Schallplatte. 2008 wurde das Lied in der von B. J. Thomas gesungenen Version auf Platz 85 der Billboard’s Hot 100 All-Time Top Songs gewählt.

## Coverversionen
Es gibt mindestens 146 Coverversionen. Darunter befinden sich als erfolgreichste die Fassung von John Farnham (Dezember 1969), die ab Januar 1970 sieben Wochen die australische Hitparade anführte. Es folgte Sacha Distel (Januar 1970), dessen französische Version Toute la pluie tombe sur moi Rang 10 der britischen Singlecharts belegte. Weitere Coverversionen stammten insbesondere von Bobbie Gentry (Februar 1970), Nancy Wilson (Februar 1970), Dionne Warwick (April 1970), Johnny Mathis (gleichnamige LP; April 1970), Engelbert (LP We Made it Happen; Juli 1970), The Free Design (LP Stars/Time/Bubbles/Love; September 1970), The Four Tops (LP Changing Times; Oktober 1970), Perry Como (LP It’s Impossible; November 1970), Udo Jürgens (LP New World of Udo Jürgens; 1973) oder Texas Lightning (August 2005).
Es gibt drei unterschiedliche deutschsprachige Versionen des Liedes: Wenn ich die Regentropfen seh’, mit einem Text von Hans Bradtke, wurde unter anderem von Caterina Valente (1970), Gerhard Wendland (1970) und Marion Maerz (1971) aufgenommen. Mich stört kein Regen und kein Wind, mit einem deutschen Text von Max Colpet, wurde von Fred Bertelmann und Rex Gildo (beide 1970) eingespielt. Die dritte Variante, Regen fällt heute auf die Welt, wurde zuerst von Heidi Brühl gesungen, die auch den Text dazu geschrieben hatte. Sie veröffentlichte das Lied als Single, hatte aber keinen Hit damit. Horst Jankowski übernahm diese Fassung 1970 für sein Album For Nightpeople Only. Außerdem nahm auch Bernd Spier diese Fassung auf.